# 1307e régiment de fusiliers motorisés
Le 1307e régiment de fusiliers motorisés (en russe : 1307-й мотострелковый полк, abrégé 1307 мсп) est une unité de fusiliers motorisés de l'armée de terre russe (n° d'unité ?) opérant dans la 6e division de fusiliers motorisés du 3e corps d'armée.

## Historique
Le 1307e régiment est formé à partir d'habitants de l'okroug autonome de Khantys-Mansis pendant la mobilisation russe de 2022 en vue de leur déploiement pour l'invasion russe de l'Ukraine,.
L'unité reprend les positions du groupe Wagner après son retrait près de la ville de Bakhmout en juillet 2023. Elle est ensuite engagée dans la contre-offensive ukrainienne de l'été 2023 sur les flancs de Bakhmout.
Depuis janvier 2024, l'unité fait partie de la 6e division de fusiliers motorisés. En janvier-février 2024, le 1307e régiment est engagé au nord-ouest de Klichtchiïvka, oblast de Donetsk, en Ukraine, tentant sans succès de s'emparer des hauteurs dominantes,.